# 傳源賴朝坐像
傳源賴朝坐像（日语：／ Den Minamoto (no) Yoritomo Zazou ?）是一尊現存於東京國立博物館的木造雕刻，像高70.5公分（不含臺座），為日本的重要文物。此雕像於鎌倉時代完成，雕像為一戴烏帽子、穿著狩衣、盤腿而坐的男性。用以表現日本幕府制度的開創者源賴朝的形象。

## 歷史
此像從鎌倉時代開始，就供奉於鎌倉鶴岡八幡神宮受後人膜拜，此神社也被當作源氏與鎌倉武士的象徵和守護。據傳豐臣秀吉參拜鶴岡八幡宮，曾對源賴朝像拍肩並漫談天下之事，由此可顯示出源賴朝之於日本武家的地位。關於此像，一般推測其完成的時間為13世紀後半至14世紀初，約在源賴朝逝世後（1199年）100年左右，因此其描繪應是參照當時的繪畫作品。另在甲斐善光寺也有存一木造的源賴朝像，為13世紀初的作品，被認為是現存最早的源賴朝像。

## 外觀
此像為一木質雕刻的男子坐像，男子之姿態為雙腿盤起；右手執笏（此笏可被取下）；頭戴立烏帽；身著服裝為狩衣，狩衣為一袖子與肩膀並未完全縫合的服飾，可以從肩膀看到裡面的單衣，因應野外狩獵需要而生，整體的裝束都非常寬鬆，也因此穿著輕鬆、便於活動，受到武家喜歡。而搭配狩衣的褲裙也是固定的，此坐像搭配的是指貫，且看似非常硬挺有張力，估計是使用了漿糊使布料變硬，這是被稱為「強裝束」的一種技術，在平安時代末期開始流行。
此外，雕像的面容，是一蓄著小鬍的中年男子樣貌，稍顯福態，但神情正經嚴肅，略帶威嚴。為武家棟樑的源賴朝的存在，其非凡的氣度也在雕像上被展示。最特別的為其逼真的眼睛，從眼睛後方透出閃閃發亮的光芒，這其實是使用了一種稱為「玉眼」（日语：ぎょくがん）的水晶鑲嵌技法，嵌入水晶後再描繪它的瞳孔等，在鎌倉時代開始廣用於雕像（多為佛像）上，此像是少數用於人像的案例。另也因為玉眼的流行，「内刳」（日语：うちぐり）和「寄木造」（日语：よせぎづくり）的技術也開始蓬勃發展。

### 與其他武家雕像之比較
在鎌倉還有兩件作品與此像外觀大小、身姿、服飾相似，分別為建長寺的北條時賴像與明月院的上杉重房像。
北條時賴像約70釐米，而上杉重房像為68.2釐米，同傳源賴朝坐像，皆為小型的真人等身像。其材質與肌理都屬於木質，衣服材質屬於硬挺，立烏帽子略顯不合頭型。三尊穿著相同，推測是鎌倉貴族的服飾，而一手握東西盤腿坐的動作應該也是當時貴族流行的肖像範本。不同的是傳源賴朝像的眼睛為玉眼，有光澤感、炯炯有神，而其他兩尊則是黑眼珠。而三者本皆存於家族寺廟中，為祭祀時給予後輩瞻仰用。
源賴朝之子源實朝，有一坐像現存於甲斐善光寺，其坐姿、穿著和源賴朝像有所差異。其坐姿為雙腿交叉盤坐，頭戴垂纓冠 ，布料雖也屬於硬挺，但下袴較溫和平順。相同的為兩尊皆為玉眼，但是源實朝坐像的玉眼於1319年已失竊。
而不同時代的將軍雕像，我們可看到等持院的足利家族像，其也多使用玉眼做像，所著為束帶，與上述源實朝坐像相似。相對於展現武家精神，更甚的表現了身為掌權執政者的地位。

## 爭議
關於源賴朝形象的描繪，一直是有所爭議的。作為源賴朝肖像中最著名的日本國寶神護寺三像，因其風格、服飾、和出現年代，一直被歷史與美術學者懷疑著。在1995年，當時東京國立文化財研究所的米倉迪夫發表了「源賴朝像 沉默的肖像畫」（日语：源頼朝像 沈黙の肖像画），提出此肖像是足利直義的論點，引起了廣大迴響，而其後的討論和爭議至今尚未解決。自稱描繪源賴朝的作品非常多，但多數為江戶時代後所作，作為其肖像的真實度有待查驗。支持米倉迪夫的黑田教授更認為甲斐善光寺所存的源賴朝坐像，是唯一真實描繪源賴朝的作品，他認為現存於東京國立博物館的傳源賴朝像，其實是北條時賴的坐像，因此此坐像也受爭議。而這些理論的提出，使得日本的中小學教科書，開始不再放上神護寺的源賴朝肖像，而改為善光寺的雕像。

## 在台展出
2016年12月10日到2017年3月5日，在故宮博物院南部院區「日本美術之最—東京、九州國立博物館精品展」中展出。

### 引用
1. ↑  . 東京国立博物館.   [2017-01-16]. （原始内容存档于2017-01-16）.
2. 1 2  . www.emuseum.jp.   [2017-01-14].[]
3. ↑  . 東京都 大日本インキ化学工業社. 昭和53.
4. ↑  . www.kai-zenkoji.or.jp.   [2017-01-14]. （原始内容存档于2020-02-22）.
5. ↑  .   [2017-01-14].
6. ↑  黒田日出男.  [唯一的源賴朝] (PDF).   [2017-01-14]. （原始内容存档 (PDF)于2013-03-10）.
7. ↑  國立故宮博物院南部院區. . jpartm.npm.gov.tw. 2016-10-10  [2017-01-14]. （原始内容存档于2017-01-18）.